# Bundesstraße 405
Pour les articles homonymes, voir Route 405.
La Bundesstraße 405 est une Bundesstraße du Land de Sarre.

## Géographie
La B 405 est une route dans l'arrondissement de Sarrelouis faite de sections courtes, dont la plupart sont partagées avec d'autres Bundesstraße. Elle part de Sarrevailingue. Au poste frontière de Schreckling, elle relie la D 918 dans le département de la Moselle en direction de Thionville.

## Source
- (de) Cet article est partiellement ou en totalité issu de l’article de Wikipédia en allemand intitulé « Bundesstraße 405 » (voir la liste des auteurs).